# أوكيرت بريتس
أوكيرت بريتس (بالإنجليزية: Okkert Brits) مواليد 22 أغسطس 1973 في كيب الشرقية، هو لاعب قفز بالزانة جنوب أفريقي. شارك في دورة الألعاب الأولمبية. أفضل رقم له 6.03 متر.

## سجل المنافسة
| العام             | المسابقة                                    | المكان                        | المركز            | ملاحظة            |
| يمثل جنوب إفريقيا | يمثل جنوب إفريقيا                           | يمثل جنوب إفريقيا             | يمثل جنوب إفريقيا | يمثل جنوب إفريقيا |
| ----------------- | ------------------------------------------- | ----------------------------- | ----------------- | ----------------- |
| 1992              | بطولة أفريقيا لألعاب القوى 1992             | موريشيوس                      | 1                 | 5.35 م            |
| 1992              | بطولة العالم للناشئين لألعاب القوى 1992     | سول                           | 3                 | 5.40 م            |
| 1993              | بطولة أفريقيا لألعاب القوى 1993             | داكار                         | 1                 | 5.40 م            |
| 1993              | بطولة العالم لألعاب القوى 1993              | شتوتغارت                      | 15                | 5.65 م            |
| 1994              | دورة ألعاب الكومنولث 1994                   | فكتوريا (كولومبيا البريطانية) | –                 |                   |
| 1995              | بطولة العالم لألعاب القوى داخل الصالات 1995 | برشلونة                       | 3                 | 5.75 م            |
| 1995              | بطولة العالم لألعاب القوى 1995              | غوتنبرغ                       | 4                 | 5.80 م            |
| 1995              | ألعاب عموم أفريقيا 1995                     | هراري                         | 1                 | 5.50 م            |
| 1996              | الألعاب الأولمبية الصيفية 1996              | أتلانتا (جورجيا)              | –                 |                   |
| 1997              | بطولة العالم لألعاب القوى داخل الصالات 1997 | باريس                         | 6                 | 5.65 م            |
| 1997              | بطولة العالم لألعاب القوى 1997              | أثينا                         | –                 |                   |
| 1998              | بطولة أفريقيا لألعاب القوى 1998             | داكار                         | 1                 | 5.40 م            |
| 1999              | بطولة العالم لألعاب القوى 1999              | إشبيلية                       | 10                | 5.50 م            |
| 1999              | ألعاب عموم أفريقيا 1999                     | جوهانسبرغ                     | 1                 | 5.40 م            |
| 2000              | الألعاب الأولمبية الصيفية 2000              | سيدني                         | 7                 | 5.80 م            |
| 2001              | بطولة العالم لألعاب القوى داخل الصالات 2001 | لشبونة                        | 7                 | 5.60 م            |
| 2002              | دورة ألعاب الكومنولث 2002                   | مانشستر                       | 1                 | 5.75 م            |
| 2003              | بطولة العالم لألعاب القوى داخل الصالات 2003 | برمنغهام (إنجلترا)            | –                 |                   |
| 2003              | بطولة العالم لألعاب القوى 2003              | باريس                         | 2                 | 5.85 م            |
| 2004              | بطولة العالم لألعاب القوى داخل الصالات 2004 | بودابست                       | 9                 | 5.70 م            |
| 2004              | الألعاب الأولمبية الصيفية 2004              | أثينا                         | 19                | 5.60 م            |
| 2006              | بطولة أفريقيا لألعاب القوى 2006             | بامبوس (موريشيوس)             | 1                 | 5.20 م            |

## روابط خارجية
- أوكيرت بريتس على موقع الاتحاد الدولي لألعاب القوى (الإنجليزية)
- أوكيرت بريتس على موقع اللجنة الأولمبية الدولية (الإنجليزية)
- أوكيرت بريتس على موقع أوليمبيديا (الإنجليزية)
- أوكيرت بريتس على موقع اتحاد ألعاب الكومنولث (مؤرشف) (الإنجليزية)